# Joan Güell i Serra
Joan Güell i Serra (Vimbodí i Poblet, 1988) és un polític català, diputat al Parlament de Catalunya en la IX legislatura.
Estudià dret a la Universitat Rovira i Virgili. Militant de la Joventut Nacionalista de Catalunya, amb només 22 anys va substituir el març de 2011 en el seu escó Josep Poblet i Tous, escollit a les eleccions al Parlament de Catalunya de 2010. Fins al final de la legislatura fou secretari de la Mesa de la Comissió de Justícia del parlament de Catalunya.
A les eleccions municipals espanyoles de 2015 fou escollit alcalde de Vimbodí i Poblet per majoria absoluta encapçalant una llista formada per CiU i alguns independents.